# Helen Battle
Helen Irene Battle (31 d'agost de 1903 - 17 de juny de 1994) fou una ictiòloga i biòloga marina pionera. Va ser la primera dona canadenca a obtenir un doctorat en biologia marina i també va ser una de les primeres zoòlogues a dedicar-se a la investigació de laboratori (en contraposició a la investigació de camp). Va ser professora emèrita de zoologia a la Universitat d'Ontario Occidental des de 1972.

## Primers anys i educació
Nascuda a London, Ontario, va obtenir la seva llicenciatura (1923) i el seu M.A. (1924) a la Universitat d'Ontario Occidental (Western University). La seva tesi magistral fou sobre el camp de l'embriologia dels peixos. Va completar el seu doctorat a la Universitat de Toronto el 1928 sota la supervisió d'Archibald G. Huntsman, amb el qual també es va convertir en la primera dona del Canadà a obtenir un doctorat en biologia marina.

## Carrera
Del 1929 al 1967, Battle va treballar a la facultat de la Western University. La carrera docent de Battle va tenir una extensió de més de cinquanta anys i 4.500 estudiants, que van tractar temes com l'embriologia de la vida marina i la metodologia d'ensenyament.Durant la seva etapa com a professora, la doctora Battle va lluitar per millorar la posició de les dones a les universitats i va animar les dones a estudiar ciències i a anar a l'escola de postgrau. El 1956, Battle es va convertir en cap titular del departament de zoologia de la Western University, en què va ser clau en el disseny i la creació de l'edifici de Biologia i Geologia de la Western University.Fins i tot després de la seva retirada el 1967, Battle va trobar maneres innovadores d'ensenyar i va ser un dels primers instructors a utilitzar la televisió, i va fer una sèrie de conferències per al Centre de Ciències Naturals.
La seva investigació va incloure examinar l'impacte dels contaminants en la vida marina i l'aigua potable mitjançant l'anàlisi dels ous de peix fecundats.Va ser una de les primeres zoòlogues a aplicar activament mètodes d'investigació de laboratori a problemes marins, inclosos els mètodes d'histologia i fisiologia.També va ser pionera en l'ús d'ous de peix per estudiar els efectes de les substàncies causants de càncer en el desenvolupament cel·lular.Va publicar 37 articles d'investigació entre 1926 i 1973, en quals molts cops estan il·lustrats amb els seus propis dibuixos de tinta.
Va cofundar la Societat Canadenca de Zoologia (SCZ) el 1961, i va ser presidenta de la societat entre 1962 i 1963.Va obtenir la medalla del centenari del Canadà el 1967 i, el 1971, va rebre el títol honorari de doctora en Dret per la Western i també el de doctora en Ciències per la Universitat Carleton. Va rebre la medalla F. E. J. Fry de la Societat Canadenca de Zoologia el 1977. Fou la primera dona a rebre aquest guardó.Va ser membre d'honor de l'Associació Nacional de Professors de Biologia (NABT, per les seves sigles en anglès) dels Estats Units i, el 1991, la Societat Canadenca de Zoologia va establir el premi Helen I. Battle en honor seu.